# Landgericht Wallerstein
Das Landgericht Wallerstein war ein von 1850 bis 1862 bestehendes bayerisches Landgericht älterer Ordnung mit Sitz in Wallerstein im heutigen Landkreis Donau-Ries.

## Lage
Es grenzte im Süden an das Landgericht Nördlingen, im Norden an das Landgericht Oettingen, im Osten an das Landgericht Wemding und im Westen an Württemberg.

## Struktur
Das Landgericht wurde 1850 gebildet und gehörte zum Regierungsbezirk Schwaben und Neuburg. 
Es setzte sich zusammen aus Gemeinden des Herrschaftsgerichtes Wallerstein und der Gemeinde Pfäfflingen, das vom Landgericht Nördlingen abgegeben wurde.
1852 war es 2,030 Quadratmeilen groß. Es gab 14 Gemeinden mit insgesamt 8577 Einwohnern mit 2142 Gebäuden:
- Baldingen
- Birkhausen mit Fasanerie und Galgenhof
- Deiningen mit Klosterzimmern und Möderhof
- Dürrenzimmern
- Ehringen
- Fessenheim mit Muttenauhof
- Holzkirchen mit Speckbrodi
- Löpsingen
- Maihingen mit Klostermühle und Langenmühle
- Marktoffingen mit Ramstein und Wengenhausen
- Minderoffingen mit Schnabelhöfe  und  Schnabelmühle
- Munzingen mit Ziegelstadel
- Pfäfflingen
- Wallerstein

1862 wurde das Landgericht Wallerstein aufgelöst:
- Baldingen, Birkhausen, Deiningen, Ehringen, Löpsingen, Munzingen, Wallerstein kamen ans Landgericht Nördlingen;
- Dürrenzimmern, Fessenheim, Holzkirchen, Maihingen, Marktoffingen, Minderoffingen, Pfäfflingen kamen ans Landgericht Oettingen.[2]